# 格朗沃尔不等式
在数学中，格朗沃尔引理或格朗沃尔不等式说明了对于满足一定的微分方程或积分方程的函数，有相应的关于此微分方程或积分方程的不等式。格朗沃尔不等式有两种形式，分别是积分形式和微分形式。积分形式下的不等式可以有几种不同的写法。
格朗沃尔不等式常常被用来估计常微分方程的解的取值范围。比如，它可以用来证明初值问题的解的唯一性（见柯西-利普希茨定理）。
格朗沃尔不等式的名称来自多玛·哈肯·格朗沃尔。格朗沃尔是一位瑞典的数学家，后来移居美国。
格朗沃尔不等式的微分形式首先由格朗沃尔在1919年证明。而积分形式则是由理查德·贝尔曼（Richard Bellman）在1943年证明。

## 微分形式
设 I 是一个实数区间，记为：[a, ∞) 或 [a, b] 或 [a, b)，其中 a < b。又设β 和 u 为定义在 I 上的实数值的连续函数。假设 u 是一个在 I 的内部（也就是不包括端点）可微的函数，并且满足如下的微分不等式：
{\displaystyle u'(t)\leq \beta (t)\,u(t),\qquad t\in I^{\circ },}
那么对于所有的{\displaystyle t\in I^{\circ }}，函数 u 都小于等于以下微分方程{\displaystyle y'(t)=\beta (t)\,y(t)}的解：
{\displaystyle u(t)\leq u(a)\exp {\biggl (}\int _{a}^{t}\beta (s)\,\mathrm {d} s{\biggr )}}

注意：不等式对函数 β 和 u 的符号没有任何要求。 

### 证明
如果设
{\displaystyle v(t)=\exp {\biggl (}\int _{a}^{t}\beta (s)\,\mathrm {d} s{\biggr )}}
是以下微分方程 
{\displaystyle v'(t)=\beta (t)\,v(t),}
其中 v(a) = 1 的解，那么对所有的 t 都有 v(t) > 0， 因此根据复合函数求导法则中的除法定则：
{\displaystyle {\frac {d}{dt}}\left({\frac {u}{v}}\right)={\frac {u'v-v'u}{v^{2}}}\leq {\frac {\beta uv-\beta vu}{v^{2}}}=0}
对所有的 t > a 成立，因此 
{\displaystyle {\frac {u(t)}{v(t)}}\leq {\frac {u(a)}{v(a)}}=u(a)}
于是格朗沃尔不等式得证。

## 积分形式
设 I 是一个实数区间，记为：[a, ∞) 或 [a, b] 或 [a, b)，其中 a < b。又设  α、β 和 u 为定义在 I 上的实数值的函数。假设 β 和 u 是连续的，则有：
- (a) 如果 β 是非负函数并且 u 满足如下的积分不等式：

{\displaystyle u(t)\leq \alpha (t)+\int _{a}^{t}\beta (s)u(s)\,\mathrm {d} s,\qquad t\in I}，
那么
{\displaystyle u(t)\leq \alpha (t)+\int _{a}^{t}\alpha (s)\beta (s)\exp {\biggl (}\int _{s}^{t}\beta (r)\,\mathrm {d} r{\biggr )}\mathrm {d} s,\qquad t\in I}。
- (b) 如果在之前的条件下， α 还是一个常数，那么

{\displaystyle u(t)\leq \alpha \exp {\biggl (}\int _{a}^{t}\beta (s)\,\mathrm {d} s{\biggr )},\qquad t\in I.}
注意：
- 不等式的成立条件里并没有限制 α 和 u 的符号；
- 相比于微分形式，积分形式中对函数 u 的可微性没有做要求；

### 证明
(a) 定义
{\displaystyle v(s)=\exp {\biggl (}{-}\int _{a}^{s}\beta (r)\,\mathrm {d} r{\biggr )}\int _{a}^{s}\beta (r)u(r)\,\mathrm {d} r,\qquad s\in I.}
则运用复合函数求导法则中的乘積法則、链式法则、指数函数的求导法则以及微积分基本定理，可以得到：
{\displaystyle v'(s)={\biggl (}\underbrace {u(s)-\int _{a}^{s}\beta (r)u(r)\,\mathrm {d} r} _{\leq \,\alpha (s)}{\biggr )}\beta (s)\exp {\biggl (}{-}\int _{a}^{s}\beta (r)\mathrm {d} r{\biggr )},\qquad s\in I}，
由于注意到括号中的部分小于 α，可以得到相应的不等式，并进行积分。由于函数 β 以及其指数都是非负函数，不等号保持不变。然而 v(a) = 0，因此积分式等价于：
{\displaystyle v(t)\leq \int _{a}^{t}\alpha (s)\beta (s)\exp {\biggl (}{-}\int _{a}^{s}\beta (r)\,\mathrm {d} r{\biggr )}\mathrm {d} s.}
再运用第一步里 v(t) 的定义，就得到：
{\displaystyle {\begin{aligned}\int _{a}^{t}\beta (s)u(s)\,\mathrm {d} s&=\exp {\biggl (}\int _{a}^{t}\beta (r)\,\mathrm {d} r{\biggr )}v(t)\\&\leq \int _{a}^{t}\alpha (s)\beta (s)\exp {\biggl (}\underbrace {\int _{a}^{t}\beta (r)\,\mathrm {d} r-\int _{a}^{s}\beta (r)\,\mathrm {d} r} _{=\,\int _{s}^{t}\beta (r)\,\mathrm {d} r}{\biggr )}\mathrm {d} s\end{aligned}}}。
最后将原来条件里的不等式带入上式左边，就可以得到格朗沃尔不等式了。
(b) 如果函数 α 为常数函数，那么命题 (a) 中不等式的右边可以进行积分。由微积分基本定理可以获得：
{\displaystyle {\begin{aligned}u(t)&\leq \alpha +{\biggl (}{-}\alpha \exp {\biggl (}\int _{s}^{t}\beta (r)\,\mathrm {d} r{\biggr )}{\biggr )}{\biggr |}_{s=a}^{s=t}\\&=\alpha \exp {\biggl (}\int _{a}^{t}\beta (r)\,\mathrm {d} r{\biggr )},\qquad t\in I\end{aligned}}}。